# Гао Ютин
Гао Ютин (хокло Ko Gio̍k-têng, кит. трад. 高鈺婷; род. 28 марта 1985, Новый Тайбэй) — политический деятель Китайской Республики (Тайвань). Председатель партии Новая сила партия Тайваня (НСП) с 2020 года.

## Ранние годы
Гао родилась 28 марта 1985 года в Тайбэй. Она училась в Тайбэйской муниципальной профессионально-технической школе, расположенной в районе Даань города Тайбэй Китайской Республики, затем поступила в Национальный технологический институт Хувэй на факультет авиационной техники. Впоследствии Гао получила степень магистра электротехники в Национальном тайваньском университете науки и технологий. До своей политической карьеры Гао работала в Научно-исследовательском институте промышленных технологий.

## Карьера
С 2009 года Гао Ютин работала инженером в Исследовательском институте промышленных технологий. С 2014 года присоединилась к Новой силе партии Тайваня (НСП). 15 мая 2019 года она объявила, что будет баллотироваться на выборы в законодательные органы избирательного округа города Синьчжу и подала в отставку с должности инженера.
После того, как Цю Сяньчжи стал законодателем в 2020 году, она занимала пост председателя офиса обслуживания компании Times Force и созывала группы для обсуждения политики в области науки и технологий. C 11 февраля и до 15 августа этого года она занимала пост заместителя генерального секретаря Times Force, когда она сама ушла в отставку за участие в выборах членов комитета по внутренним решениям партии.
29 августа 2020 года Гао Ютин была избрана председателем партии. Является первой женщиной на посту председателя партии НСП и второй, избранной представителем партии. Также одновременно занимает должность генерального секретаря.

## Личная жизнь
Она является матерью двоих дочерей.